# الم بلاف

موقعیت مزرعه الم بلاف در الم بلاف واقع در شهرستان دالاس، ایالت آلاباما

خانه الم بلاف یا مزرعه الم بلاف (به انگلیسی: Elm Bluff Plantation) یک خانه و مزرعه تاریخی است که در بخش روستایی الم بلاف شهرستان دالاس ایالت آلاباما قرار دارد. این مزرعه در کرانه بالایی رود آلاباما قرار دارد. این خانه که رو به ویرانی است و به وسیله کارشناسان معماری تاریخی به عنوان یکی از سبک‌های یونانی غیرمعمول ایالت آلاباما مطرح شده‌است. الم بلاف در حدود ۱۸۴۰ به وسیله جان جی کروچرون تأسیس گردید. 